# Vall de Txui
La Vall de Txui (en kirguís: Чүй өрөөнү, en kazakh: Шу аңғары) és una gran vall situada en el nord de Tian Shan. S'estén des del congost de Boom en l'est fins al desert de Muyunkum en l'oest. Té una superfície d'uns 32.000 quilòmetres quadrats i va de la serralada kirguís de l'Ala-Too al sud fins a les muntanyes Chu-Ili al nord, que estan situades al Kazakhstan. Per tant, la vall està dividida en aquests dos països. A través del congost de Boom, en l'estreta part oriental, la vall de Txui està unit a la vall d'Issik Kul. El riu Txu és el principal riu de la vall. Algunes de les ciutats kirguises com Bixkek, Kara-Balta o Tokmok es troben en la vall.
El càlid estiu i la disponibilitat d'aigua potable i de reg fan d'aquesta zona una de les regions més fèrtils i més densament poblades del Kirguizstan.
Hi ha jaciments de minerals de zinc, plom, or i materials de construcció. En l'Informe Mundial sobre les Drogues de 2006 (en anglès: World Drug Report) es va estimar que a la Vall de Txui creixen 400.000 hectàrees de Cannabis en estat silvestre.

## Història
Segons arqueòlegs kirguisos, els assentaments més antics a la vall daten en el primer o segon mil·lenni a. C. La vall estava situada en una de les rutes de la Gran Ruta de la Seda, la qual cosa va contribuir al creixement econòmic i es va esdevenir més estratègica. I precisament per això, també va fer que la zona fos més propens a les incursions enemigues.

## Clima
El clima és marcadament continental. Els estius són llargs i calorosos, i els hiverns són relativament curts i freds. La temperatura mitjana del mes més calorós (juliol) és de 24,4 °C amb un màxim de 43 °C. La temperatura mitjana del mes més fred (gener) és de -5,0 °C amb un mínim de -38 °C. La precipitació anual típica varia de 300 a 500 mil·límetres en diferents zones climàtiques de la vall. Les precipitacions augmenten progressivament amb l'augment de l'altitud prop de la serralada kirguissa d'Ala-Too. La primavera i la tardor són les estacions més plujoses a la Vall de Txui.

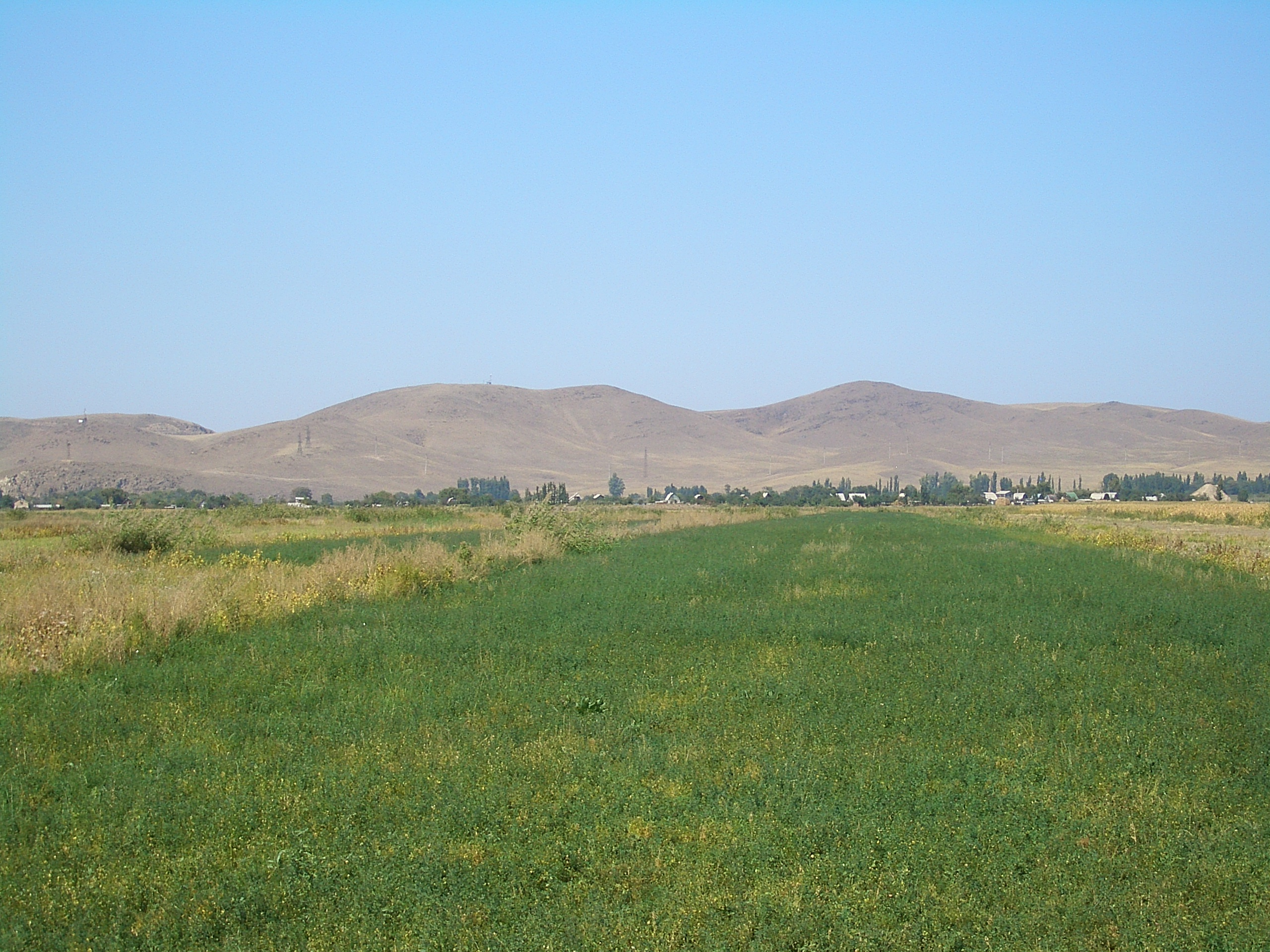
Camps regats a la vall de Txui, a Milyanfan, un poble fronterer kirguís (els turons del fons ja és territori del Kazakhstan)
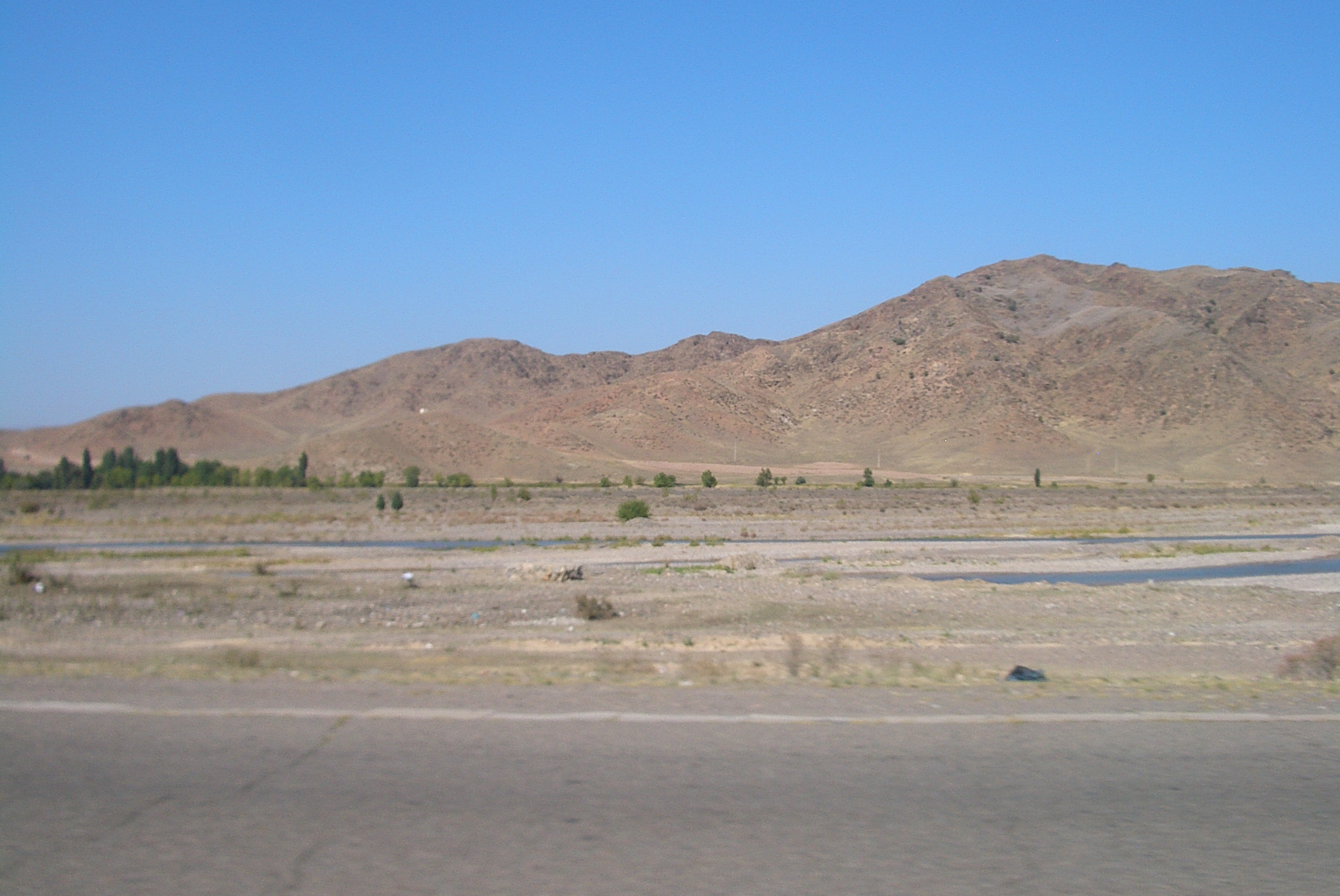
Part sud-oriental de la vall de Chui (a l'est de Tokmak).
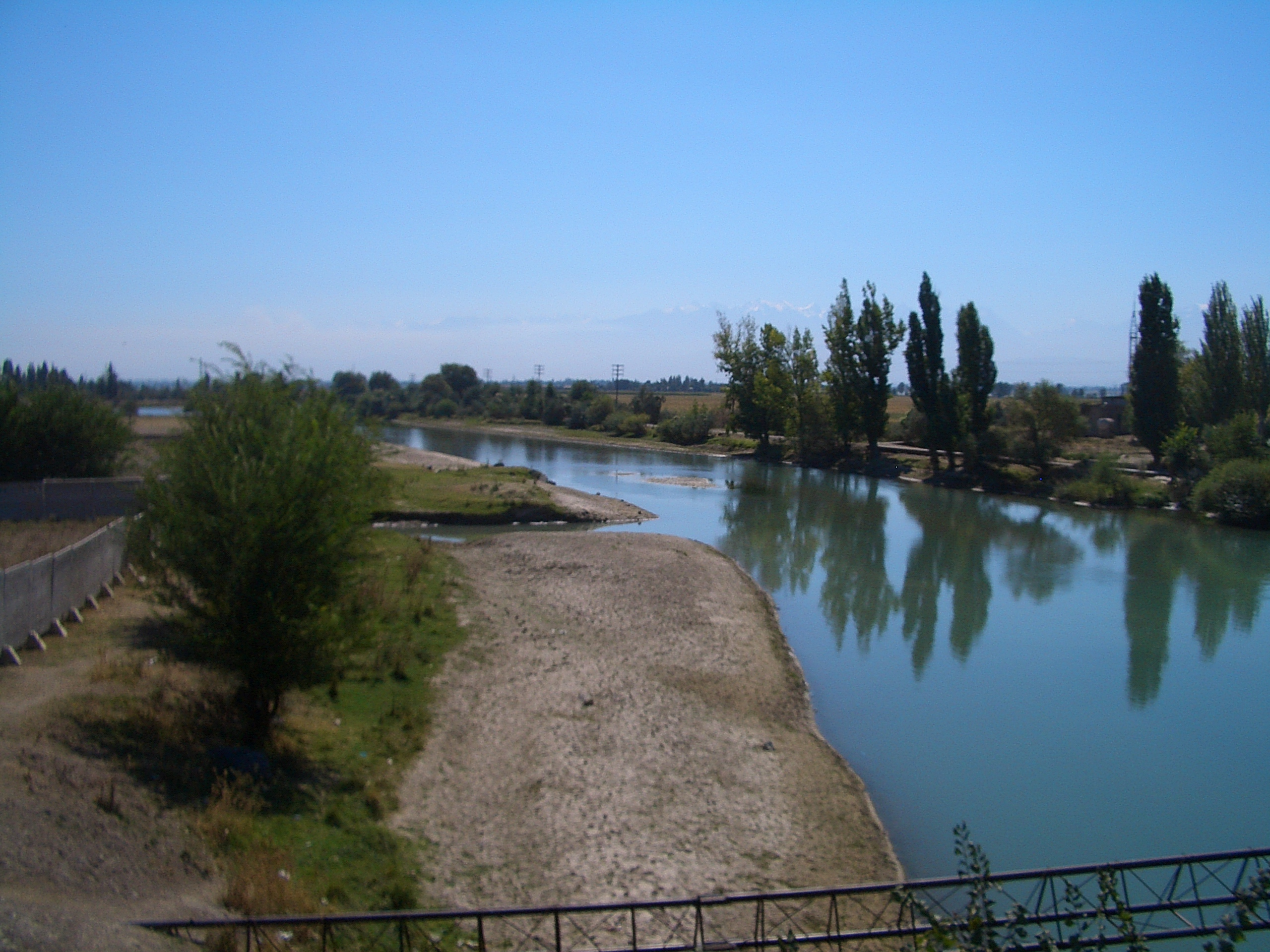
El riu Txu vist des del pont fronterer de Korday.